# ALARM

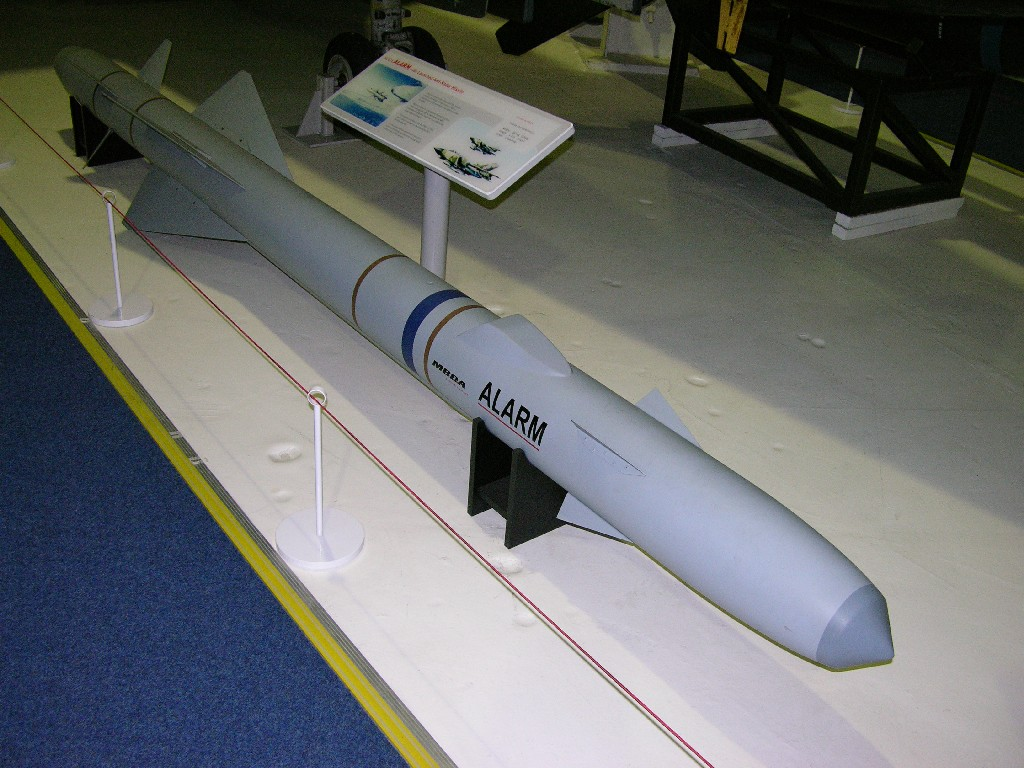
missile ALARM al R.A.F. Museum di Hendon - London

L'MBDA ALARM (Air Launched Anti Radiation Missile) è un missile antiradar britannico.
Il sistema d'arma è stato progettato per essere impiegato nelle missioni volte a distruggere i radar nemici, denominate SEAD Suppression of Enemy Air Defence. È assimilabile nel suo ruolo all'AGM-88 HARM statunitense (che è più grande), ma rispetto a questo implementa modalità di funzionamento supplementari. Il ministero della difesa inglese valutò entrambi i sistemi nel 1983 e decise di proseguire lo sviluppo del missile MBDA, allora Matra - BAe. Gli altri partner del programma Panavia Tornado, Germania e Italia, scelsero l'HARM.

## Tecnica
L'ALARM  è un missile del tipo "fire and forget" (letteralmente "spara e dimentica") in possesso di una particolare funzionalità "temporeggiamento". In questa modalità, l'ALARM raggiunge una quota tra i 12.000 m e i 21.000 m, spegne il motore e dispiega un paracadute. Durante la discesa attende l'accensione del sensore da colpire, se un radar si attiva, il missile accende un secondo motore e prosegue l'attacco. Se il radar della batteria antiaerea non si attiva, la durata della discesa frenata del missile è sufficiente a far passare indenni gli aerei attaccanti.

## Operatori
- Arabia Saudita - Royal Saudi Air Force Tornado GR.4
- Regno Unito - Royal Air Force
  - Tornado GR.4, utilizzato solo in due stormi (IX e 31) specializzati
  - Tornado F3, impiegato nella Guerra del Golfo del 2003 - Gli aerei hanno assunto la denominazione Tornado EF3
  - Jaguar
  - Eurofighter Typhoon

## Teatri di impiego
- 1991 Guerra del Golfo
- 1999 Guerra del Kosovo
- 2003 Guerra in Iraq